# بخش‌های دپارتمان رئونیون
بخش‌های دپارتمان رئونیون (انگلیسی: Arrondissements of the Réunion department) شامل ۴ بخش به شرح زیر است:
1. بخش سن-دنی، رئونیون با ۳ کمون (فرانسه) و جمعیت ۱۹۷ هزار نفر در سال ۲۰۱۳ می‌باشد.
2. بخش سن-بنوا با ۶ کمون (فرانسه) و جمعیت ۱۲۴ هزار نفر در سال ۲۰۱۳ می‌باشد.
3. بخش سن-پول با ۵ کمون (فرانسه) و جمعیت ۲۱۲ هزار نفر در سال ۲۰۱۳ می‌باشد.
4. بخش سن-پیر، رئونیون با ۱۰ کمون (فرانسه) و جمعیت ۳۰۱ هزار نفر در سال ۲۰۱۳ می‌باشد.